# .gb

Adicionar uma legenda

.gb (Grã Bretanha e Irlanda do Norte) era o código TLD (ccTLD) na Internet para o Reino Unido, criado em 1985 por Jon Postel na zona raiz da IANA e delegado a JANET, de acordo com o ISO 3166-1 Alpha 2 da Agência Internacional ISO e norma RFC 920.
Após a reformulação de um novo código para o Reino Unido, já que GB representava apenas a Ilha da Grã Bretanha, mas não o Reino Unido da Grã Bretanha e Irlanda do Norte, a agência ISO criou o código .uk (Abreviação para United Kingdom).
Após a criação de um novo Código ISO 3166-1 alpha 2 para o Reino Unido, o Domínio de Topo .gb, foi encerrando suas atividades de forma neutra até decair e ser substituído por completo pelo .uk.
Os sites governamentais na época eram formados sob uma estrutura descrita no site hmg.gb